# Aleko Konstantinovo, Pazardjik
Aleko Konstantinovo (în bulgară Алеко Константиново) este un sat în comuna Pazardjik, regiunea Pazardjik,  Bulgaria. 

## Demografie
Componența etnică a satului Aleko Konstantinovo
     Bulgari (56,81%)
     Nicio identificare (3,35%)
     Romi (12,63%)
     Turci (27%)
     Altele (0,18%)
La recensământul din 2011, populația satului Aleko Konstantinovo era de 2.714 locuitori. Din punct de vedere etnic, majoritatea locuitorilor (56,81%) erau bulgari, existând și minorități de turci (27,0%) și romi (12,63%). Pentru 3,35% din locuitori nu este cunoscută apartenența etnică.